# Cars Daredevil Garage
Cars Daredevil Garage es un videojuego de carreras desarrollado por Disney Interactive Studios y publicado por Disney Publishing Worldwide Applications fue una aplicación lanzada para iOS el 29 de julio de 2015. El juego es gratuito, pero cuenta con compras dentro de la aplicación, de manera similar a otro juego móvil, Cars: Fast as Lightning. Este juego ya no está disponible en la tienda de aplicaciones para comprar. Sin embargo, si la aplicación está en la biblioteca de aplicaciones del jugador, aún puede descargarla y reproducirla.

## Jugabilidad
El juego es un juego de "juguetes a la vida" en el que los jugadores pueden escanear vehículos fundidos a presión en su juego usando la función de cámara en la aplicación y, una vez que se hayan identificado los vehículos, se desbloquearán y se agregarán a la lista personajes del jugador.
Los jugadores pueden personalizar y competir en sus propias pistas y hay una variedad de acrobacias, como bucles, que se pueden agregar. Parece haber un sistema de clasificación de tres estrellas que está determinado por el desempeño del jugador.

## Desarrollo
Alrededor de junio de 2015, los coleccionistas comenzaron a descubrir nuevos vehículos de fundición a presión con un anuncio de la aplicación en el lado derecho del blíster. Poco después, se lanzó un sitio web para el juego, titulado "www.carsdaredevil.com", que confirmó que el juego se lanzaría en una fecha posterior en 2015.

## The Die-Cast Series
A partir del 16 de julio de 2016, Pixar Cars comenzó a subir una serie de videos, basados en la aplicación, llamados "The Die-cast Series", en su canal oficial de YouTube.